# Ассимиляция евреев
Ассимиляция евреев — социально-культурный процесс, в ходе которого евреи перестают идентифицировать себя как часть еврейской этнической, культурной или религиозной общности. Ассимиляция протекает посредством идентификации с культурой, религией, национальными или политическими идеалами ассимилирующей среды или посредством смешанных браков.
В истории евреев известно несколько крупных периодов массовой ассимиляции: эллинизация, христианизация и культурная ассимиляция.

## Отношение в древности
Тора содержит прямой запрет евреям родниться с язычниками и следовать их обычаям. В Еврейской Библии пророки неоднократно попрекают евреев за нарушение этих законов. Так, Эзра выступает ярым противником смешанных браков и убеждает евреев расторгнуть браки со своими жёнами-язычницами. Эти запреты были затем интерпретированы Мишной и Талмудом в качестве заповедей. Мудрецы Талмуда ввели ряд дополнительных ограничений, чтобы не допустить их нарушения. Так, например, для того, чтобы не возникли слишком близкие отношения с язычниками, евреям было запрещено совместно с ними пить вино. Позже эти ограничения были кодифицированны еврейскими комментаторами, вошли в Шульхан Арух и другие своды законов, и остаются незыблемыми в ортодоксальном иудаизме.

## Эллинизация

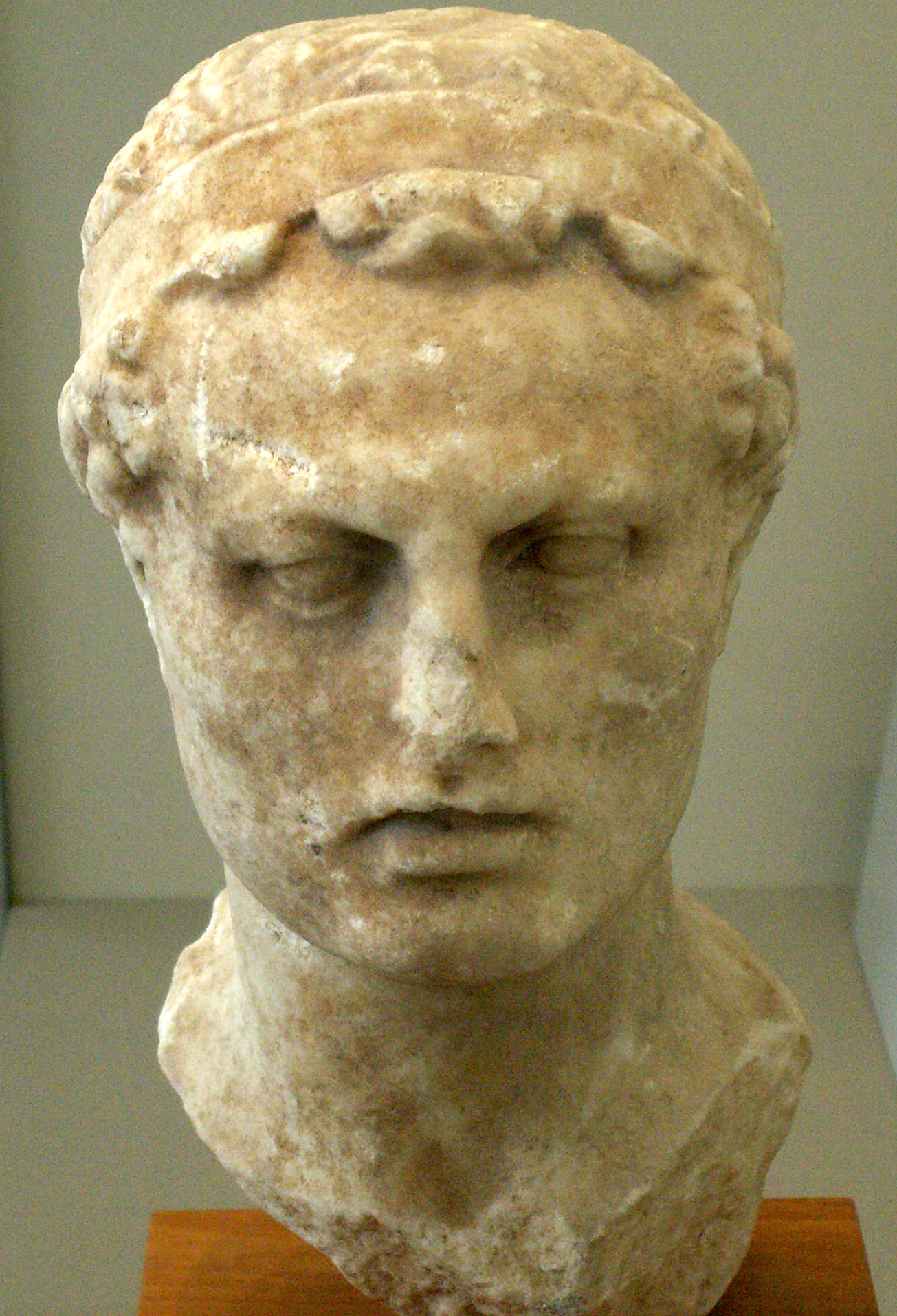
Селевкидский царь Антиох Эпифан пытался навязать эллинизацию силой

В конце IV века до н. э. евреи попали под влияние эллинизма, многие из них перешли на греческий язык и отказались от соблюдения религиозных заповедей иудаизма, таких как обрезание (ради участия в спортивных состязаниях, к которым обрезанные не допускались). Таких евреев называли «митъявним» (буквально огреченные). Эллинизация коснулась в первую очередь зажиточного среднего класса. Их идеологические противники — «хасидим» (справедливые), защищавшие религиозные традиции, опирались больше на бедноту. Противоречия между эллинизированными евреями и традиционалистами нарастали, раскалывая еврейское общество.
Реакцией на усиление эллинизации и насильственное её внедрение со стороны Антиоха Эпифана стало восстание Маккавеев и восстановление еврейского государства. Однако процесс эллинизации продолжился, даже ряд царей Хасмонейской династии приняли греческие имена — Иоанн Гиркан, Александр Яннай, Аристобул и т. д.
В результате эллинизации Тора была переведена на греческий язык. Этот перевод получил название Септуагинта. Согласно барайте, приведённой в Талмуде, египетский царь Птолемей (называемый на иврите Талмай) принудил еврейских мудрецов перевести Тору на греческий язык. Современные исследователи полагают, что перевод был сделан египетскими евреями для собственных нужд — в связи с тем, что многие из них не владели ивритом. Так или иначе, опасение евреев Иудеи, что египетские евреи, читая Тору на греческом, отдалятся от общины и перестанут быть евреями, оказалось правильными — со временем большая часть египетских евреев растворилась в греческом обществе.

## Христианизация

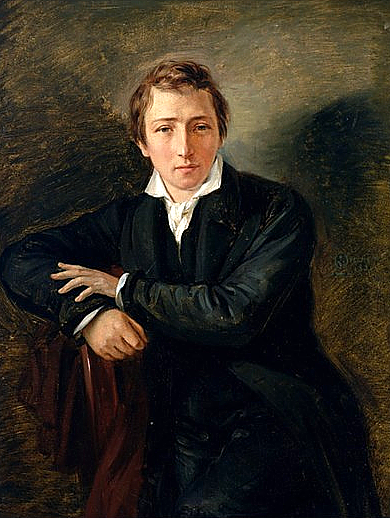
Генрих Гейне — один из самых известных добровольно крестившихся евреев

В средние века под давлением и преследованием со стороны христианской церкви евреи в Европе принимали христианство. Во время Крестовых походов были насильно обращены в христианство или истреблены целые еврейские общины в различных городах Франции и Германии. Массовый переход в христианство чаще всего совпадал с периодом правовых ограничений или общественного антисемитизма.
Особенно массовым принудительное крещение стало в Испании после принятого в 1492 году эдикта об изгнании евреев, отказавшихся креститься, из этой страны (а 30 лет спустя и из Португалии). Принявшие христианство евреи этих стран и их потомки называются марранами. Часть марранов продолжали тайно следовать еврейским законам и не вступали в смешанные браки. Они являлись главным объектом преследований испанской инквизиции На протяжении следующих нескольких столетий, во время колонизации Испанией и Португалией Южной Америки и островов Карибского моря, значительное количество марранов поселились там. Часть из них присоединилась к сефардским евреям, нашедшим убежище в голландских колониях. Однако в целом марраны растворились в христианском населении Испании, Португалии и их колоний. Согласно генетическим исследованиям Лидского университета, проведённым в 2008 году, 20 % современного населения Испании имеют еврейские корни по мужской линии. 
Начиная со второй половины XVIII века в Европе выросла добровольная христианизация в связи с выделением новых классов финансовой буржуазии и интеллигенции европейского образца, которых с окружающим христианским населением связывали тесные социально-экономические интересы. 
Дискриминация евреев в Российской империи, где после разделов Польши и выдворения евреев из сельской местности их большая часть оказалась обречённой на нищенское существование в местечках черты оседлости, привела к появлению выкрестов. Принятие христианства позволяло получить университетское образование, переселиться в более экономически благополучные губернии, занимать государственные должности или дослужиться до офицерских чинов в армии. Нередко выкрестами становились кантонисты — eврейские дети-рекруты 7-12 лет, набранные, нередко насильно, в кантонистские школы, а по достижении 18 лет направленные на военную службу на 25-летний срок. Имперское правительство стремилось разрушить еврейскую общину и ассимилировать евреев с помощью христианизации.
В разные годы во многих странах было распространено насильственное крещение.

## Культурная ассимиляция

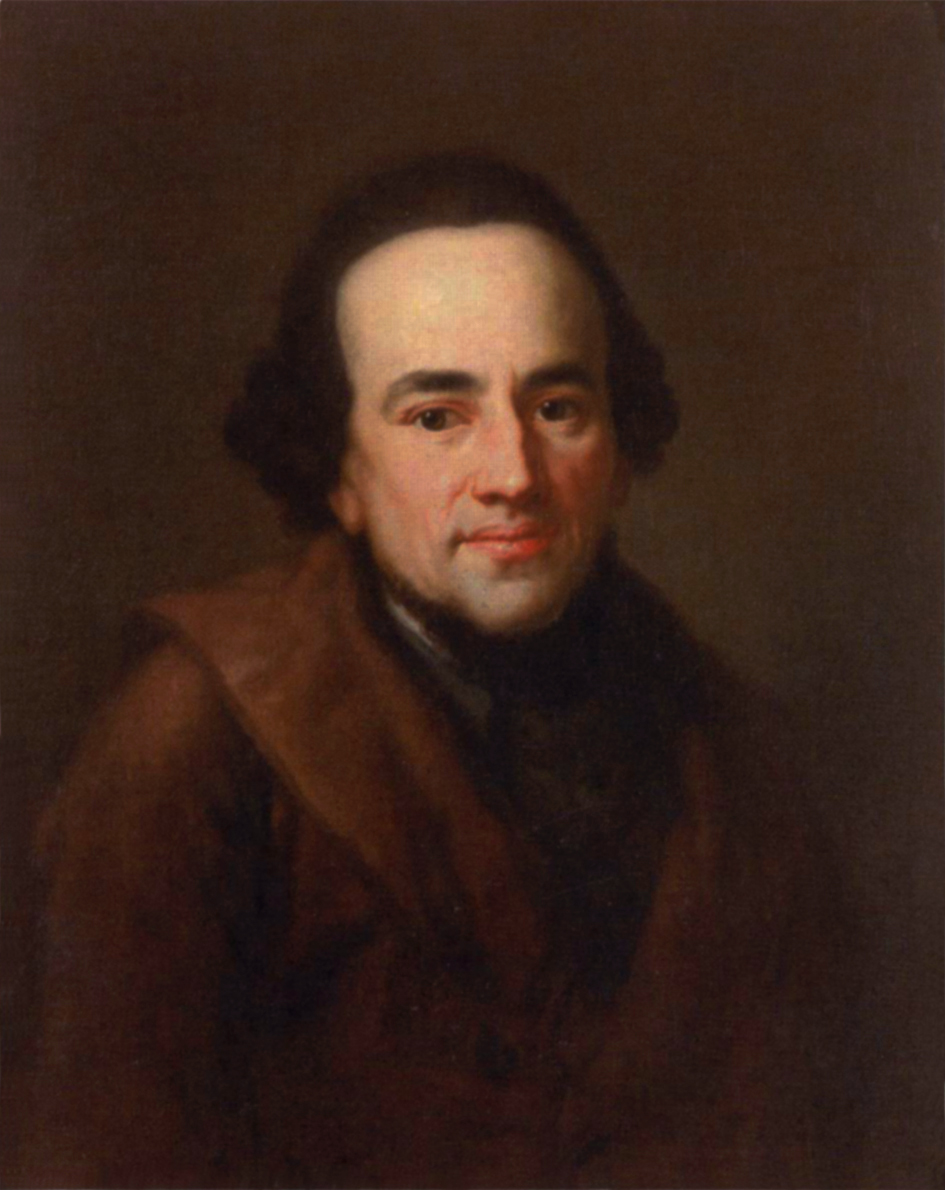
Основоположник Хаскалы Мозес Мендельсон

До второй половины XVIII века западное еврейство жило совершенно обособленной жизнью, и об ассимиляции с окружающей средой не могло быть и речи. Однако после этого периода социальная и культурная ассимиляция евреев начала бурно развиваться под влиянием идей Просвещения. Существенный вклад в ассимиляцию внесли еврейское Просвещение (Хаскала), эмансипация евреев и реформистское движение в иудаизме. С середины XIX века крещение перестало быть необходимым условием ассимиляции.
В Российской империи Хаскала развивалась вначале в Одессе и Вильно. Власти в 1850—1860-е годы поддерживали еврейских реформаторов. Языковая русификация стала заметным явлением. Однако после смерти царя-реформатора Александра II массовые погромы 1880-х годов и антиеврейская политика Александра III разрушили эти процессы. В результате часть евреев вступила в ряды революционных организаций, а часть обратилась к идее национального возрождения. В 1892 году реформисты объявили обрезание пережитком прошлого. Ряд еврейских интеллектуалов выступил с нападками на культурную ассимиляцию.
Профессор Шмуэль Эттингер отмечает, что культурная ассимиляция Нового времени отличалась от предыдущих этапов тем, что в древнем мире и в средневековье евреи пытались создать синтез между самобытным духовным наследием и внешним влиянием, а в XIX веке еврейская интеллигенция просто отрекалась от своего исторического наследия. Например, те евреи, что связали свою деятельность с большевиками, добровольно порвали любую связь с еврейством и были сознательными ассимиляторами.
С 1917 года процесс ассимиляции охватил существенную часть российского еврейства. Декларирование равноправия евреев после Февральской революции и открывшиеся перед ними широкие возможности общественного роста и преуспевания в жизни подталкивали евреев к русификации. Тому же способствовала урбанизация.
С конца 1920 — начала 1930 годов советские власти усиленно стимулировали этот процесс. Большевики опирались на работы Карла Маркса, Карла Каутского и Отто Бауэра, считавших ассимиляцию желательной и неизбежной. Ленин писал, что «еврейская национальная культура — лозунг раввинов и буржуа, лозунг наших врагов». Сталин утверждал, что евреев, «живущих на разных территориях и говорящих на разных языках», нельзя считать нацией. Он видел решение еврейского вопроса в полной ассимиляции всех евреев в СССР.
До конца 1940-х годов эта ассимиляция была добровольной, а затем превратилась в насильственную. Процесс разгрома еврейской культуры в СССР в конце 1940-х — начале 1950-х годов доктор исторических наук Геннадий Костырченко назвал «карательной ассимиляцией». Арлен Блюм писал, что за какие-то 20—30 лет после революции еврейство как нация прекратило своё существование — появились «люди еврейской национальности», оторванные от культурных, религиозных и исторических корней.
Ассимиляция в Западной Европе затормозилась из-за растущего в 1930-е годы расового антисемитизма и последовавшего за этим Холокоста.

## После Холокоста
Валерий Энгель считает, что после Холокоста лишь массовый антисемитизм в советском обществе стал препятствием к полной ассимиляции советских евреев. В современном мире ассимиляция евреев происходит в основном из-за утраты интереса со стороны молодёжи к культурно-религиозным традициям и из-за смешанных браков.